# 일본어 점자
일본어 점자(⠇⠮⠴⠐⠪⠎⠀⠟⠴⠐⠳, 日本語點字)는 일본어를 점자로 쓰기위해 개발된 문자로, 1890년 11월 1일 이시카와 구라지에 의해 고안됐다.

## 구성
위와 같이 좌측을 위에서부터 1점, 2점, 3점, 우측을 위에서부터 4점, 5점, 6점으로 번호를 매겼으며 점이 있는 곳을 ●, 없는 곳을 ○로 한다. 또한, 이를 읽을 때의 형태이며 점자기 등을 사용해서 적을 때는 종이의 뒷 면에서 뒤에서 점자를 치는 붓을 찔러서 작성하기에 좌우가 반대가 된다.
다음은 가나에 대응하는 점자들이다. 1-2-4 점은 단을, 3-5-6 점은 행을 나타낸다.

## 가나
| あ행 | あ | い | う | え | お | 모음을 나타내는 あ행의 점자로, 이 점자들이 기본형이 된다.                  |
| か행 | か | き | く | け | こ | 모음에 6점을 더해 か행을 나타낸다.                                         |
| さ행 | さ | し | す | せ | そ | 모음에 5와 6점을 더해 さ행을 나타낸다.                                     |
| た행 | た | ち | つ | て | と | 모음에 3과 5점을 더해 た행을 나타낸다.                                     |
| な행 | な | に | ぬ | ね | の | 모음에 3점을 더해 な행을 나타낸다.                                         |
| は행 | は | ひ | ふ | へ | ほ | 모음에 3과 6점을 더해 は행을 나타낸다.                                     |
| ま행 | ま | み | む | め | も | 모음에 3, 5, 6점을 더해 ま행을 나타낸다.                                   |
| や행 | や |    | ゆ |    | よ | 모음을 밑으로 내리고, 4점을 더해 や행을 나타낸다.                          |
| ら행 | ら | り | る | れ | ろ | 모음에 5점을 더해 ら행을 나타낸다.                                         |
| わ행 | わ | ゐ |    | ゑ | を | 모음을 밑으로 내려 わ행을 나타낸다. ※현재는 ゐ, ゑ는 각각 い, え로 쓰인다. |

## 특수 부호
다음은 기타 특수 부호들이다. 탁음/반탁음 부호는 요음 부호와 한 글자로 결합할 수 있다.
| 발음 | 촉음 | 장음 | 쉼표 | 마침표 | 물음표 | 느낌표 | 가운뎃점 |
| ---- | ---- | ---- | ---- | ------ | ------ | ------ | -------- |
| ん   | っ   | ー   | 、   | 。     | ?      | !      | ・       |

## 탁음, 반탁음, 요음
탁음, 반탁음, 요음을 나타낼 때에는 아래처럼 각각 탁음부, 반탁음부, 요음부를 앞에 둔다.
또, 요음에 탁점이나 반탁점이 더해질 때에는 요음부와 탁음부나 반탁음부를 겹친다.
| 탁음        | 탁음부+か             | 탁음부(5점=ら행의 자음)을 앞에 위치시킨다. (예시: が)                                                                                                  |
| 반탁음      | 반탁음부+は           | 반탁음부(6점=か행의 자음)을 앞에 위치시킨다. (예시: ぱ)                                                                                                |
| 요음        | 요음부+か             | 요음부(4점=や행의 자음)을 앞에 위치시키며, 로마자 표기에서 y를 뺀 청음을 적는다. (예시: きゃ(kya)→か (ka) ）                                           |
| 탁음+요음   | 탁음부와 요음부 +か   | 탁음부와 요음부 (4와 5점)을 겹쳐서 앞에 위치시키며, 탁점을 취한 후에 로마자 표기에서 y를 뺀 청음을 적는다. (예시: ぎゃ (gya) →きゃ (kya) →か (ka) )    |
| 반탁음+요음 | 반탁음부와 요음부 +は | 반탁음부와 요음부(4와 6점)을 겹쳐서 앞에 위치시키며, 반탁점을 취한 후에 로마자 표기에서 y를 뺀 청음을 적는다. (예시: ぴゃ (pya) →ひゃ (hya) →は (ha) ) |

| 탁음탁음부     | が행 | が | ぎ | ぐ | げ | ご | 탁음부(5점)을 앞에 위치시킨다.   |
| 탁음탁음부     | ざ행 | ざ | じ | ず | ぜ | ぞ | 탁음부(5점)을 앞에 위치시킨다.   |
| 탁음탁음부     | だ행 | だ | ぢ | づ | で | ど | 탁음부(5점)을 앞에 위치시킨다.   |
| 탁음탁음부     | ば행 | ば | び | ぶ | べ | ぼ | 탁음부(5점)을 앞에 위치시킨다.   |
| 반탁음반탁음부 | ぱ행 | ぱ | ぴ | ぷ | ぺ | ぽ | 반탁음부(6점)을 앞에 위치시킨다. |

| 요음요음부                   | か행 | きゃ (kya) →か (ka)             | きゅ (kyu) →く (ku)             | きょ (kyo) →こ (ko)             | 요음부(4점)을 앞에 위치시키며, 로마자 표기에서 y를 뺀 청음을 적는다.                                        |
| 요음요음부                   | さ행 | しゃ (sya) →さ (sa)             | しゅ (syu) →す (su)             | しょ (syo) →そ (so)             | 요음부(4점)을 앞에 위치시키며, 로마자 표기에서 y를 뺀 청음을 적는다.                                        |
| 요음요음부                   | た행 | ちゃ (tya) →た (ta)             | ちゅ (tyu) →つ (tu)             | ちょ (tyo) →と (to)             | 요음부(4점)을 앞에 위치시키며, 로마자 표기에서 y를 뺀 청음을 적는다.                                        |
| 요음요음부                   | な행 | にゃ (nya) →な (na)             | にゅ (nyu) →ぬ (nu)             | にょ (nyo) →の (no)             | 요음부(4점)을 앞에 위치시키며, 로마자 표기에서 y를 뺀 청음을 적는다.                                        |
| 요음요음부                   | は행 | ひゃ (hya) →は (ha)             | ひゅ (hyu) →ふ (hu)             | ひょ (hyo) →ほ (ho)             | 요음부(4점)을 앞에 위치시키며, 로마자 표기에서 y를 뺀 청음을 적는다.                                        |
| 요음요음부                   | ま행 | みゃ (mya) →ま (ma)             | みゅ (myu) →む (mu)             | みょ (myo) →も (mo)             | 요음부(4점)을 앞에 위치시키며, 로마자 표기에서 y를 뺀 청음을 적는다.                                        |
| 요음요음부                   | ら행 | りゃ (rya) →ら (ra)             | りゅ (ryu) →る (ru)             | りょ (ryo) →ろ (ro)             | 요음부(4점)을 앞에 위치시키며, 로마자 표기에서 y를 뺀 청음을 적는다.                                        |
| 탁음+요음탁음부와 요음부     | か행 | ぎゃ (gya) →きゃ (kya) →か (ka) | ぎゅ (gyu) →きゅ (kyu) →く (ku) | ぎょ (gyo) →きょ (kyo) →こ (ko) | 탁음부와 요음부를 겹쳐서(4와 5점)을 앞에 위치시키며, 탁점을 취한 후에 로마자 표기에서 y를 뺀 청음을 적는다. |
| 탁음+요음탁음부와 요음부     | さ행 | じゃ (zya) →しゃ (sya) →さ (sa) | じゅ (zyu) →しゅ (syu) →す (su) | じょ (zyo) →しょ (syo) →そ (so) | 탁음부와 요음부를 겹쳐서(4와 5점)을 앞에 위치시키며, 탁점을 취한 후에 로마자 표기에서 y를 뺀 청음을 적는다. |
| 탁음+요음탁음부와 요음부     | た행 | ぢゃ (dya) →ちゃ (tya) →た (ta) | ぢゅ (dyu) →ちゅ (tyu) →つ (tu) | ぢょ (dyo) →ちょ (tyo) →と (to) | 탁음부와 요음부를 겹쳐서(4와 5점)을 앞에 위치시키며, 탁점을 취한 후에 로마자 표기에서 y를 뺀 청음을 적는다. |
| 탁음+요음탁음부와 요음부     | は행 | びゃ (bya) →ひゃ (hya) →は (ha) | びゅ (byu) →ひゅ (hyu) →ふ (hu) | びょ (byo) →ひょ (hyo) →ほ (ho) | 탁음부와 요음부를 겹쳐서(4와 5점)을 앞에 위치시키며, 탁점을 취한 후에 로마자 표기에서 y를 뺀 청음을 적는다. |
| 반탁음+요음반탁음부와 요음부 | は행 | ぴゃ (pya) →ひゃ (hya) →は (ha) | ぴゅ (pyu) →ひゅ (hyu) →ふ (hu) | ぴょ (pyo) →ひょ (hyo) →ほ (ho) | 반탁음부와 요음부 겹쳐서 (4와 6점) 앞에 위치시키며 탁점을 취한 후에 로마자 표기로 y를 뺀 청음을 적는다.     |

## 외래어 표기
일본 점자 표기법에서는 외래어 표기 제1표, 제2표에 나타낸 가나 및 규정을 하지 않는 예로 나타내어진 가나에 대응하는 점자 표기가 정의되어 있다.
|                               |                               | イ단+ェ               | イ단+ェ               | ウ단+ィ              | ウ단+ィ              |
| ----------------------------- | ----------------------------- | --------------------- | --------------------- | -------------------- | -------------------- |
| 요음요음부                    | 요음요음부                    | イェ (ye)→エ (e)      | イェ (ye)→エ (e)      |                      |                      |
| 요음요음부                    | 요음요음부                    | キェ (kye) → ケ (ke)  |                       |                      |                      |
| 요음요음부                    | 요음요음부                    | シェ (sye) → セ (se)  | シェ (sye) → セ (se)  | スィ (sui) → シ (si) | スィ (sui) → シ (si) |
| 요음요음부                    | 요음요음부                    | チェ (tye) → テ (te)  | チェ (tye) → テ (te)  | ティ (ti) → チ (chi) | ティ (ti) → チ (chi) |
| 요음요음부                    | 요음요음부                    | ニェ(nye) → ネ (ne)   |                       |                      |                      |
| 요음요음부                    | 요음요음부                    | ヒェ (hye) → ヘ (he)  |                       |                      |                      |
| 탁음+요음 탁음부와 요음부     | 탁음+요음 탁음부와 요음부     | ジェ (zye) → セ (se)  | ジェ (zye) → セ (se)  | ズィ (zwi) → シ (si) | ズィ (zwi) → シ (si) |
|                               |                               | エ단+ュ               | エ단+ュ               | ウ단+ュ              | ウ단+ョ              |
| 반탁음+요음 반탁음부와 요음부 | 반탁음+요음 반탁음부와 요음부 | テュ (tyu) → ツ (tsu) | テュ (tyu) → ツ (tsu) | フュ (fyu) → ユ (yu) | フョ (fyo) → ヨ (yo) |
| 4-5-6점                       | 4-5-6점                       | デュ (tyu) → ツ (tsu) | デュ (tyu) → ツ (tsu) | ヴュ (vyu) → ユ (yu) | ヴョ (vyo) → ヨ (yo) |
|                               |                               | ウ단+ァ               | ウ단+ィ               | ウ단+ェ              | ウ단+ォ              |
| 물음표                        | ウァ행                        | ウァ (wa) → ア (a)    | ウィ (wi) → イ (i)    | ウェ (we) → エ (e)   | ウォ (wo) → オ (o)   |
| 물음표                        | クァ행                        | クァ (kwa) → カ (ka)  | クィ (kwi) → キ (ki)  | クェ (kwe) → ケ (ke) | クォ (kwo) → コ (ko) |
| 물음표                        | ツァ행                        | ツァ (twa) → タ (ta)  | ツィ (twi) → チ (ti)  | ツェ (twe) → テ (te) | ツォ (two) → ト (to) |
| 물음표                        | ツァ행                        | トゥ (tu) →ツ (tsu)   |                       |                      |                      |
| 물음표                        | ファ행                        | ファ (fa) → ハ (ha)   | フィ (fi) → ヒ (hi)   | フェ (fe) → へ (he)  | フォ (fo) → ホ (ho)  |
| 마침표                        | グァ행                        | グァ (gwa) → カ (ka)  | グィ (gwi) → キ (ki)  | グェ (gwe) → ケ (ke) | グォ (gwo) → コ (ko) |
| 마침표                        | ヴァ행                        | ヴァ (va) → ハ (ha)   | ヴィ (vi) → ヒ (hi)   | ヴェ (ve) → ヘ (he)  | ヴォ(vo) → ホ (ho)   |
| 마침표                        | ヅァ행                        | ドゥ (du) → ツ (tsu)  | ドゥ (du) → ツ (tsu)  | ドゥ (du) → ツ (tsu) | ドゥ (du) → ツ (tsu) |

1. エ단의 개요음, 일반적인 요음 규칙을 따른다.
  - イェ, キェ, シェ, チェ, ニェ, ヒェ는 각각 요음부+エ, ケ, セ, テ, ネ, ヘ
  - ジェ는 요탁음부+セ
  - ミェ, リェ, ギェ, ヂェ, ビェ, ピェ는 정의되지 않는다.
2. 합요음 등은 앞에 물음표(2와 6점)이 붙는다. 탁음인 경우에는 마침표(2-5-6점)이 앞에 붙는다, 다만 공백은 없앤다.
  - あ행 ウァ, ウィ, ウェ, ウォ는 각각 물음표+ア, イ, エ, オ
  - か행 クァ, クィ, クェ, クォ는 각각 물음표+カ, キ, ケ, コ
  - た행 ツァ, ツィ, ツェ, ツォ는 각각 물음표+タ, チ, テ, ト
  - は행 ファ, フィ, フェ, フォ는 각각 물음표+ハ, ヒ, ヘ, ホ
  - が행 グァ, グィ, グェ, グォ는 각각 마침표+カ, キ, ケ, コ
  - ば행 ヴァ, ヴィ, ヴェ, ヴォ는 각각 마침표+ハ, ヒ, ヘ, ホ
3. 대체 자음으로 다른 행으로 들어가는 것
  - トゥ는 물음표+ツ
  - ドゥ는 마침표+ツ
  - スィ, ティ는 각각 요음부+シ, チ
  - ズィ, ディ는 각각 요탁음부+シ, チ
4. 그 외
  - テュ, フュ, フョ는 각각 요반탁음부+ツ, ユ, ヨ
  - デュ, ヴュ, ヴョ는 각각 4-5-6점+ツ, ユ, ヨ
  - ヴ는 탁음부+ウ

대체 자음에 대해서는, 예를 들면, トゥ는 タ행의 자음과 ウ단의 모음을 가지지만 그 위치에 이미 ツァ행 ウ단의 ツ가 있기 때문에 반대로 비어 있는 ツァ행 ウ단에 둔다. 마찬가지로 スィ는 シャ행 イ단의 シ와 교환한다.
- 1980년 개정 이전의 표기
  - トゥ, ドゥ는 각각 ツ, ヅ+반탁음
  - ヴ는 ヴァ행 ウ단의 취급으로 마침표+フ

또한 옛표기의 トゥ, ドゥ에 요음을 더한 것이 현재에도 사용되는 テュ, デュ이다.

## 숫자
숫자는 아래의 숫자를 사용하진 이것은 가나 문자 등과 중복되기 때문에 숫자 부호를 앞에 붙여서 표시한다. 숫자 부호 뒤에는 숫자를 4행까지 이어서 쓸 수가 있다. 5행 이상의 큰 수는 만, 억 등을 사이에 넣는다. 또, 숫자 다음에 오는 문자가 ア행, ラ행일 경우에는 하이픈 부호를 숫자 사이에 둔다. 단, 필요에 따라서 소숫점의 수치 등은 위치점으로 표기한다.
| 1 (A) | 2 (B) | 3 (C) | 4 (D) | 5 (E) | 6 (F) | 7 (G) | 8 (H) | 9 (I) | 0 (J) | 1-9는 a-i, 0는 j와 같다. |

| 숫자 부호 | 소숫점 | 위치점 | 하이픈 |
| --------- | ------ | ------ | ------ |
|           |        |        |        |

## 알파벳
알파벳은 아래 표와 같이 사용하지만, 이것은 가나 문자 등과 중복되는 것도 있어서 외자부나 외자 인용부를 두는 것으로 나타낸다. 또한, W만이 규칙적인 위치에 없는 것은 브라유 점자가 고안된 시점에서 점자는 프랑스어에서 거의 사용되지 않느 W를 제외한 스물다섯 문자 뿐이며 시간이 흘러서 W가 추가되었기 때문이라고 알려져있다.
| A (1) | B (2) | C (3) | D (4) | E (5) | F (6) | G (7) | H (8) | I (9) | J (0) | A-J는 각각 1-9, 0과 같다.                 |
| K     | L     | M     | N     | O     | P     | Q     | R     | S     | T     | A-J에 3점을 추가한다.                     |
| U     | V     | X     | Y     | Z     |       |       |       |       | W     | A-J에 3-6점을 추가한다. 단, W는 특수이다. |

알파벳 한 문자 또는 경어 등은 외자부를 그 앞에 둔다. 대문자는 그 앞에 대문자 부호를 두지만 모든 것 또는 도중에 모든 대문자인 경우에는 첫 대문자 앞에 이중대문자부를 둔다. 영어 단어를 표기할 경우에는 영어 단어 범위를 외자 인용부로 감싼다. 외자부와 외자 인용부에서도 이어지는 단어 중에서 영어에서 일본어로 변하는 경우(A型, X線, Gift券 등)에는 그 사이에 하이픈을 넣는다.
| 외자부 | 외자 인용부 | 대문자부 | 이중대문자부 | 하이픈 |
| ------ | ----------- | -------- | ------------ | ------ |
|        | -           |          |              |        |

## 문법

### 한자와 히라가나, 가타카나를 구별
점자에는 한자와 히라가나, 가타카나의 구별이 없어서 이해가 어려워서 어절마다 한 문자 간격의 공백을 넣는다. 점역(점자 번역)에 있어서는 중요한 작업의 하나이다.
또, 긴 복합어는 3박 이상의 구성 요소마다 구분한다. (예시: 点字図書館→テンジ□トショカン)
또한, 단락은 두 문자 분량의 공백으로 나타낸다.

### 실제 발음과 점자 표기
기본적으로 점자는 음에 충실하게 표기한다. 실제 표기는 대체로 현대 가나 사용법을 따르지만 아래의 차이가 있다.
- ウ단, オ단의 장음은 장음 기호(ー)로 표기한다. 이는 인명, 지명, 단체명 등의 고유 명사도 마찬가지이다.
  - 예시: お父さん은 オトーサン, 東京는 トーキョー가 된다.
    - 조사의 어미에서는 ウ를 사용한다.
      - 예시: : 思う는 オモウ, 言う는 イウ로 표기하며, オモー, ユー라고 하지는 않는다.

  - 현대 가나 사용법에서 おお, こお 등으로 쓰는 일본어에 대해서는 장음 기호를 사용하지 않고 그대로 표기한다.
    - 예시: 大きい는 オオキイ, 大通り는 オオドオリ, 大阪는 オオサカ가 된다.
- 조사인 へ와 は는 각각 エ, ワ로 표기한다.

### 내용주
1. 1 2 3  해당 기호 뒤의 내용이 다음 행으로 넘어갈 경우에는 공백은 불필요하다.

### 참조주
1. ↑  山口芳夫 (1988년 11월 3일). 《愛の点字交響楽》 [사랑의 점자 교향악] (일본어). うらべ書房.

## 같이 보기
- 점자

## 추가 문헌
- 일본점자위원회 (2018). 《일본점자표기법》. 김호식 외 (국립국어원) 옮김.